# Enrico Zen
Enrico Zen (* 2. Februar 1986 in Bassano del Grappa) ist ein ehemaliger italienischer Radrennfahrer.
Enrico Zen fuhr 2007 für das italienische Continental Team Kio Ene-Tonazzi-DMT als Stagiaire, konnte sich aber nicht für einen Profivertrag empfehlen. Im nächsten Jahr gewann er mit seiner Mannschaft Filmop Sorelle Ramonda Parolin Bottoli das Eintagesrennen Giro dell Valli Aretine in Arezzo. 2009 fuhr Enrico Zen für das italienische Professional Continental Team CSF Group-Navigare, im Jahr darauf für Colnago-CSF Inox. Nach dieser Saison beendete er seine Radsportlaufbahn.

## Erfolge
2008
- Giro delle Valli Aretine
- eine Etappe Giro della Valle d’Aosta

## Teams
- 2007 Kio Ene-Tonazzi-DMT (Stagiaire)
- 2009 CSF Group-Navigare
- 2010 Colnago-CSF Inox